# Delfí de Bordeus
Delfí (s. IV - 403 o 404) va ser bisbe de Bordeus, evangelitzador de l'Aquitània. És venerat com a sant per l'Església Catòlica i l'ortodoxa.

## Biografia
Se'n sap poc de la vida. Un cop nomenat bisbe de Bordeus, sota el regnat de Teodosi, com a successor del bisbe Oriental (d'existència dubtosa), va destacar per la seva defensa de la veritat i la seva pietat. Va treballar activament en l'evangelització de la diòcesi.
Va ésser al Concili de Saragossa de 380, on van condemnar-se les doctrines del priscil·lianisme. Va convocar un concili a Bordeus en 384 que, tot i l'assistència d'heretges priscial·lianistes, també va condemnar-los. Arran d'això i de la predicació de Delfí, els seguidors de Priscil·lià van abandonar la regió.
Delfí va ordenar Sant Amand, que seria el seu successor, i va batejar qui seria sant Paulí de Nola, el 388, i li inspirà el desig de viure una vida de perfecció. Paulí, en algunes cartes, parla de Delfí com de son "pare i mestre"; se'n conserven cinc de Sant Paulí adreçades a ell. També va intercanviar correspondència amb el seu amic Ambròs de Milà. Morí un 24 de desembre, en començar el segle v.